# Harris Yulin
Harris Bart Goldberg (Los Ángeles, 5 de noviembre de 1937-Nueva York, 10 de junio de 2025) más conocido como Harris Yulin, fue un actor estadounidense que interpretó cerca de cien roles en películas y series de televisión, destacando su participación en las producciones Scarface (1983), Ghostbusters II (1989), Clear and Present Danger (1994), Looking for Richard (1996), The Hurricane (1999), Training Day (2001) y Frasier, que le valió una nominación al Premio Primetime Emmy en 1996.

## Filmografía seleccionada

### Cine
| - End of the Road (1970) - Doc (1971) - Night Moves (1975) - Steel (1979) - Scarface (1983) - Fatal Beauty (1987) - Los creyentes (The Believers) (1987) - Judgment in Berlin (1988) - Another Woman (1988) - Ghostbusters II (1989) - Narrow Margin (1990) - Final Analysis (1992) - Clear and Present Danger (1994) | - Loch Ness (1996) - Multiplicity (1996) - Murder at 1600 (1997) - Bean: The Ultimate Disaster Movie (1997) - The Hurricane (1999) - The Million Dollar Hotel (1999) - Training Day (2001) - Rush Hour 2 (2001) - The Emperor's Club (2002) - My Soul to Take (2010) - The Place Beyond the Pines (2013) - Muhammad Ali's Greatest Fight (2013) |

### Televisión
- Victory at Entebbe (1976)
- How the West Was Won (1979)
- Hostile Waters (1997)
- The Blacklist (2015)
- Unbreakable Kimmy Schmidt (2016-2017)
- Ozark (2017)